# Masarinae
Los masarinos ( Masarinae) o avispas del polen son una subfamilia de himenópteros apócritos de la familia Vespidae, aunque anteriormente a veces se las trataba como a una familia independiente (Masaridae), que incluía también a la subfamilia Euparagiinae.
Es una subfamilia pequeña, con la característica desusada entre las avispas de que usan polen y néctar para alimentar a sus crías en vez de presas. Esto se asemeja más al comportamiento de las abejas que a las avispas. La mayoría de las especies son negras o marrones con fuertes diseños de colores contrastantes como amarillo, blanco, rojo o combinaciones de estos. Alcanzan su mayor diversidad y abundancia en las regiones desérticas de Sudáfrica pero también se las encuentra en los desiertos de Norteamérica y Sudamérica. Algunas especies de Pseudomasaris en California, como Pseudomasaris vespoides, se asemejan a otras avispas vespoideas pero se distinguen de éstas por sus antenas en forma de maza, una característica distintiva de esta subfamilia. Los machos tienen antenas muy largas, éstas también terminan en una maza.
Acarrean polen en el buche y lo devuelven junto con néctar cuando están almacenando las celdas de sus nidos. Depositan un huevo en la mezcla semilíquida antes de cerrar cada celdilla. Generalmente construyen los nidos de barro y agua o hacen túneles en el suelo y éstos pueden tener de una a varias celdas. Generalmente los nidos están colocados en lugares escondidos, bajo rocas o en grietas.
Como visitan numerosas flores son buenos polinizadores.

## Referencias

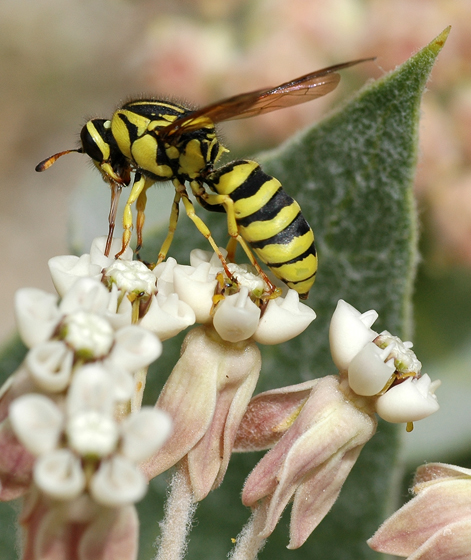
Pseudomasaris coquilletti